# Cephaloziella rappii
Cephaloziella rappii là một loài rêu trong họ Cephaloziellaceae. Loài này được Douin mô tả khoa học đầu tiên năm 1920.